# Salmacis and Hermaphroditus

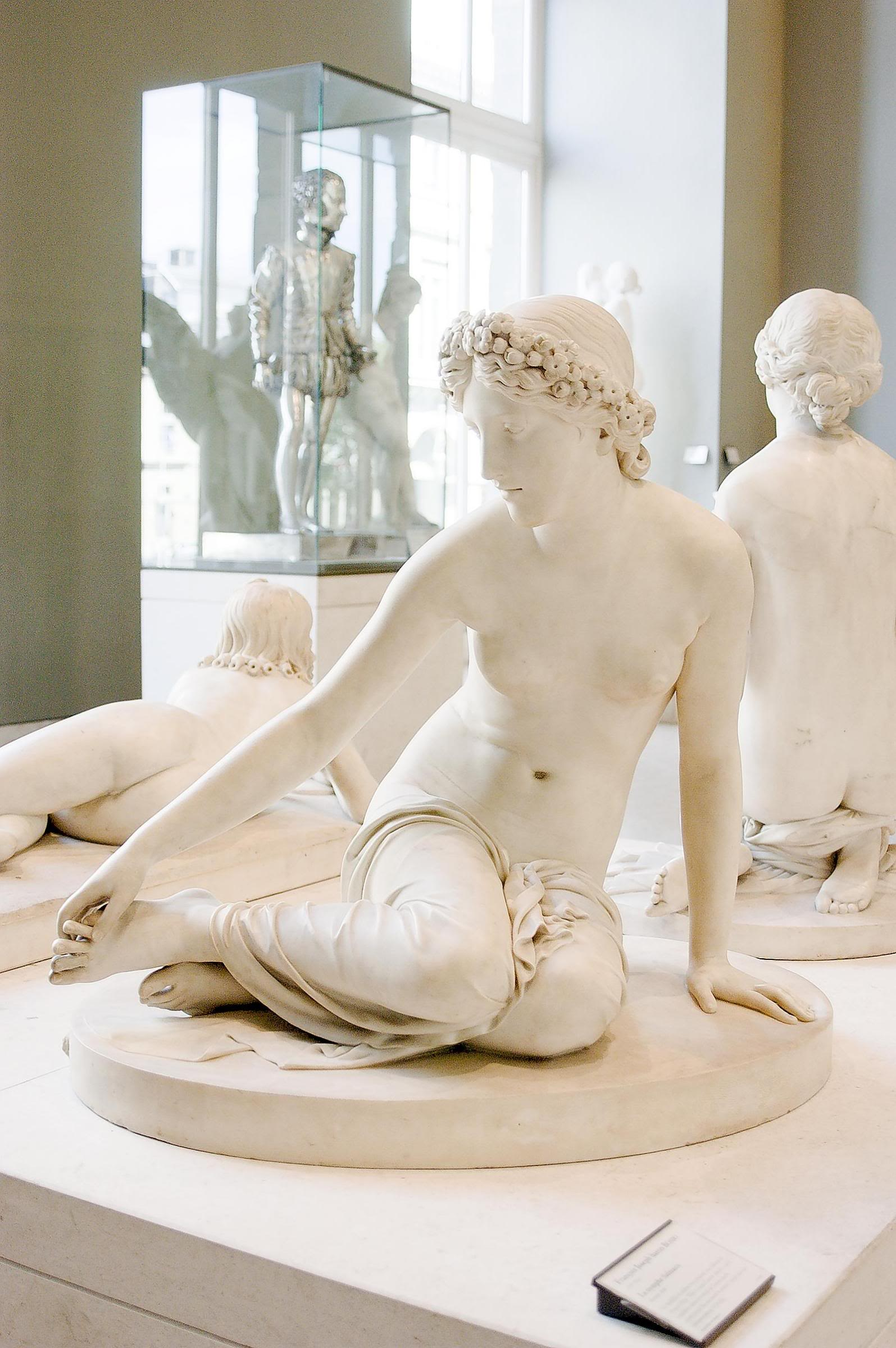
François-Joseph Bosio, Nimfa Salmacis, 1826

Salmacis and Hermaphroditus – poemat angielskiego poety i dramaturga Francisa Beaumonta, opublikowany bez podania nazwiska autora w Londynie w 1602. Utwór opowiada historię nimfy Salmakis i Hermafrodyta. Jest oparty na przekazie Owidiusza. Utwór został napisany dystychem bohaterskim (heroic couplet), to znaczy parzyście rymowanym pentametrem jambicznym, czyli sylabotonicznym dziesięciozgłoskowcem, w którym akcenty padają na parzyste sylaby wersu (x ' x ' x ' x ' x '). Poniższy cytat jest podany w starej, elżbietańskiej ortografii.

My wanton lines doe treate of amorous loue,
Such as would bow the hearts of gods aboue:
Then Venus, thou great Citherean Queene,
That hourely tript on the Idalian greene,
Thou laughing Erycina, daygne to see
The verses wholly consecrate to thee;
Temper them so within thy Paphian shrine,
That euery Louers eye may melt a line;